# Museo del Caracol

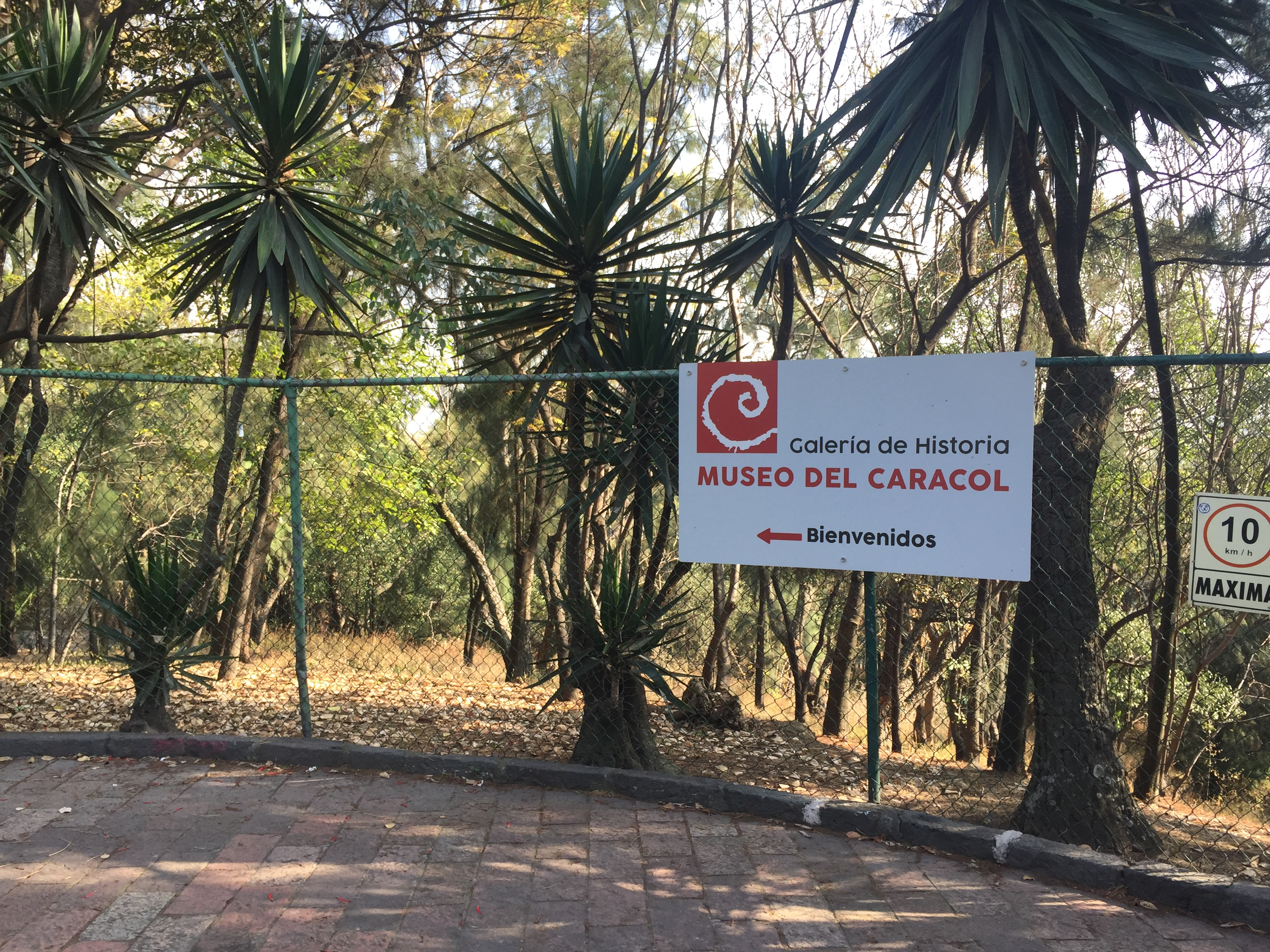
Señalización del museo

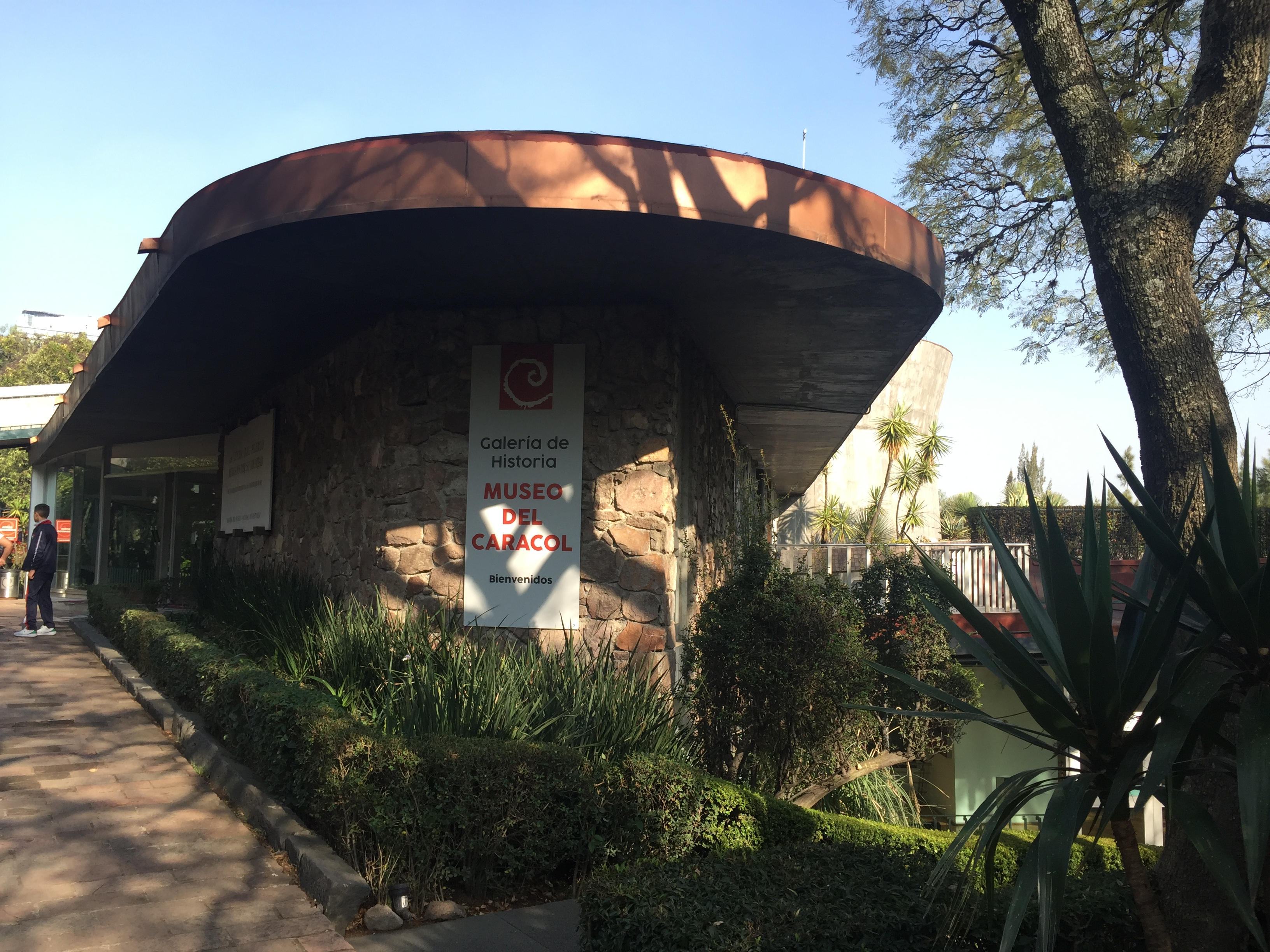
Ruta a la entrada principal

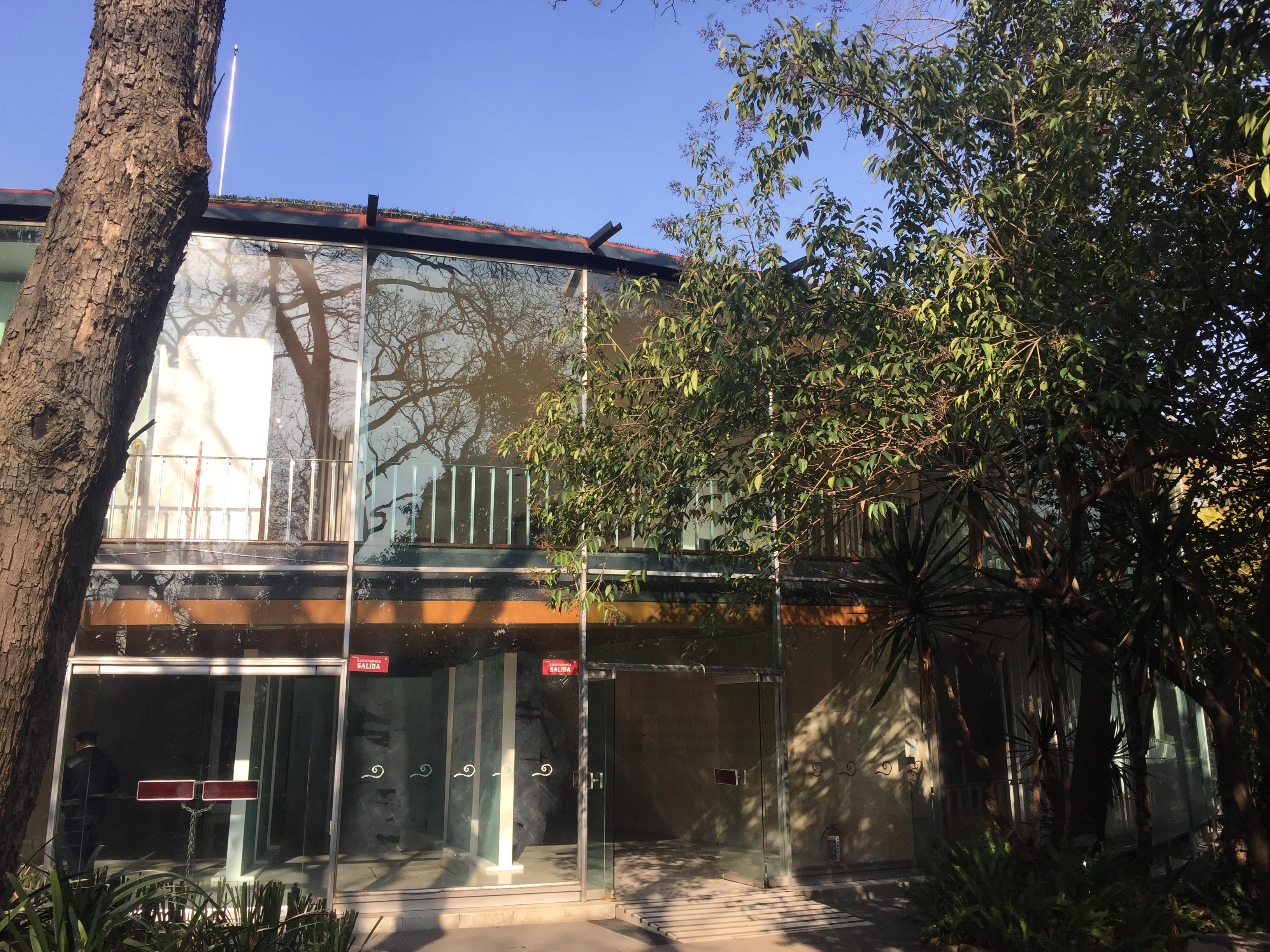
Exterior del museo

El Museo del Caracol (Galería de Historia), conocido museo del caracol
por su forma espiral de caracol marino, fue concebido como un museo didáctico y expresivo para niños y jóvenes menores de edad. Cuenta con doce salas en forma descendente que equivalen a dos pisos de exhibición. El museo brinda la oportunidad de acercarse a los grandes hechos históricos que le dieron vida al México actual y a los rasgos y características de la sociedad que se desarrolló y transformó durante el siglo XX y las primeras décadas del siglo XXI.

## Historia
Fue construido por el arquitecto Pedro Ramírez Vázquez en 1960.

## Independencia y Primer Imperio

### Sala 1: Los Años Finales del Virreinato
Como antecedente la guerra de Independencia se encuentran las Reformas Borbónicas, las cuales fueron impulsadas por reyes españoles, quienes pertenecían a la dinastía de los Borbón. Con estas disposiciones se logró la expulsión de los jesuitas en 1767, y se hizo efectiva la máxima del virrey marqués de Croix, en la cual los habitantes de la Nueva España habían nacido para callar y obedecer y no para opinar en los asuntos del gobierno...

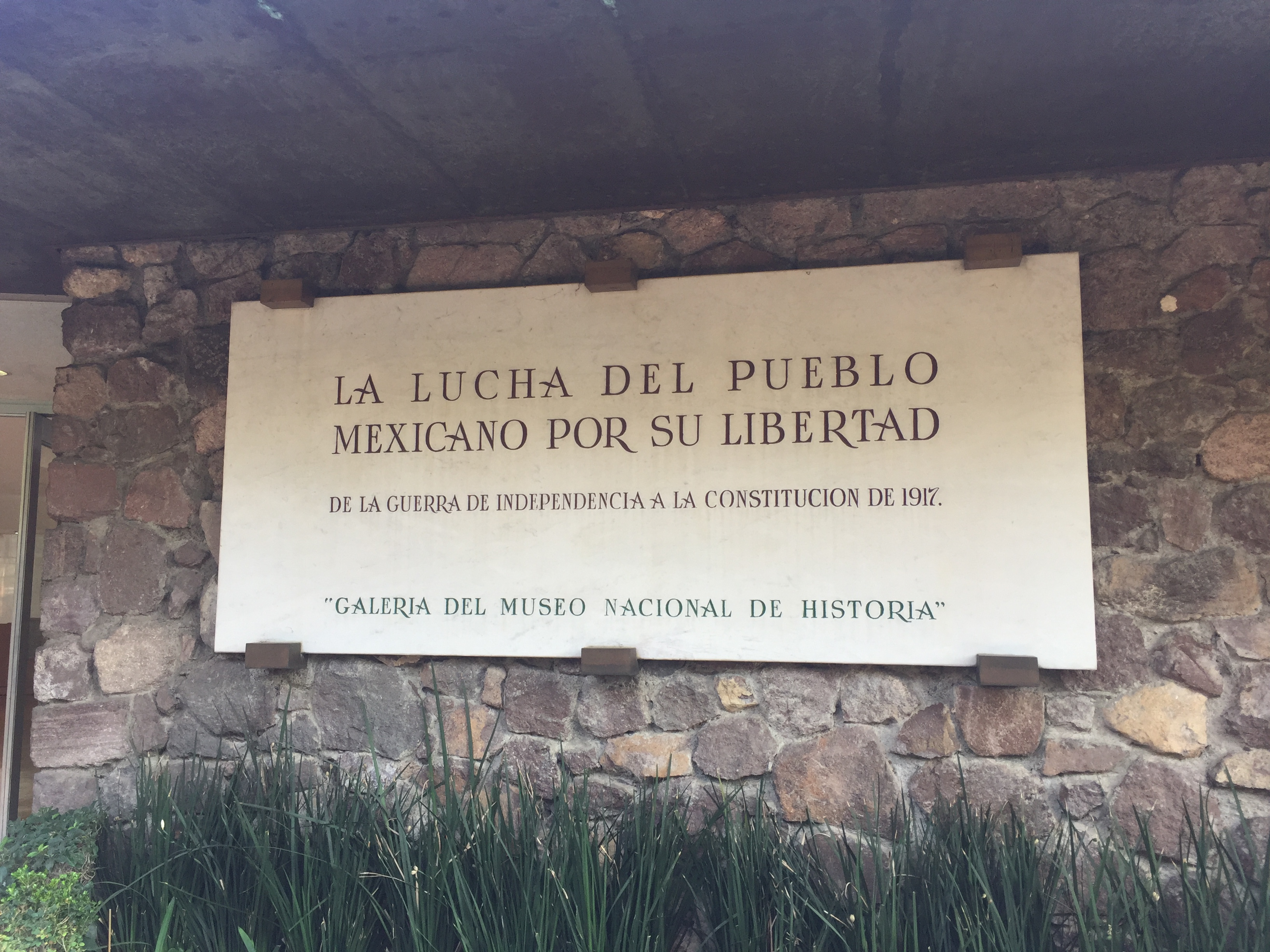
Historia del Pueblo Mexicano, en la lucha por su Libertad

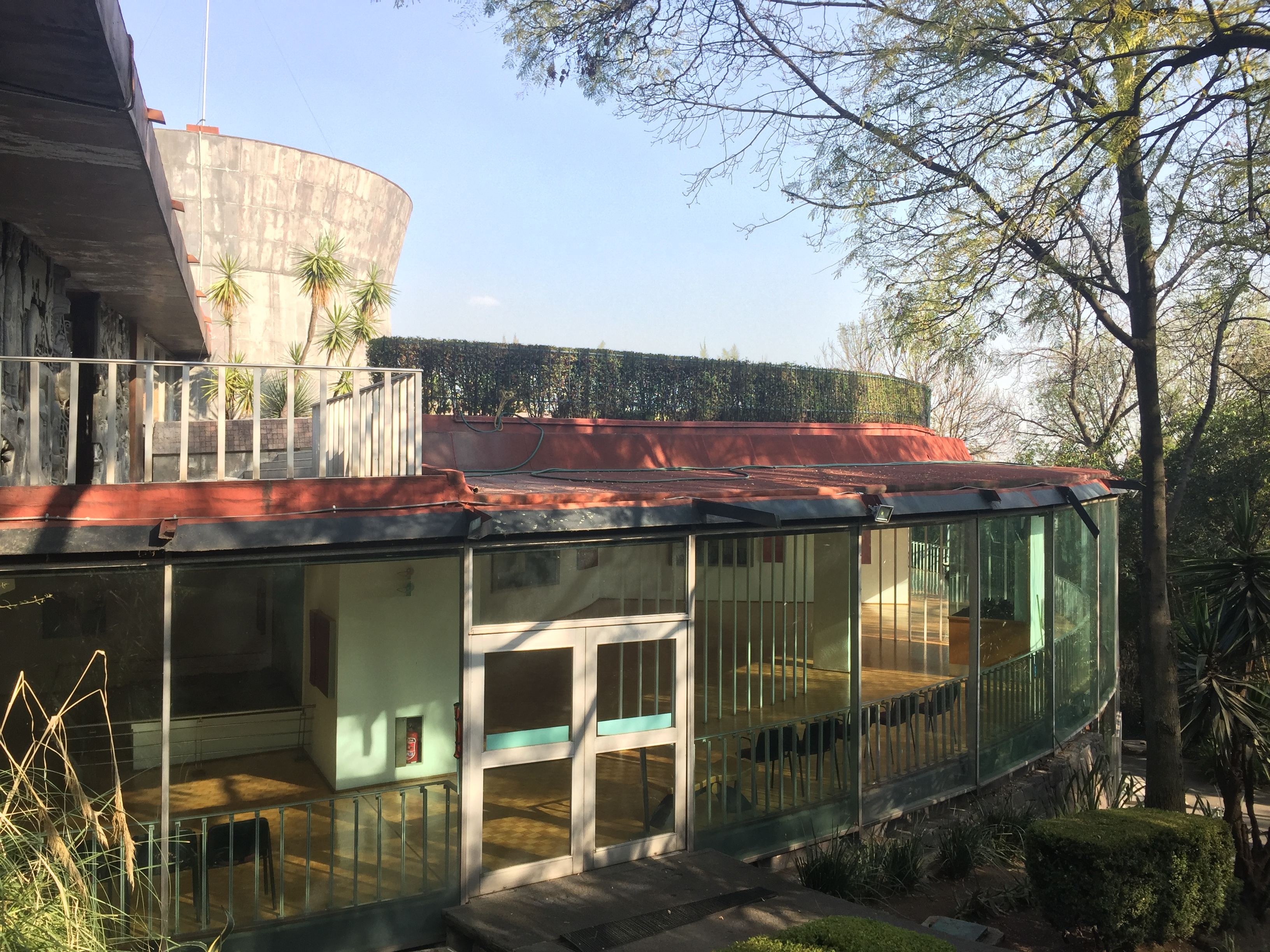
Exterior

#### La Plaza Mayor de laCiudad de Méxicoen 1767
El zócalo, durante muchos siglos, fungía como un mercado. También se encontraba el edificio Parían donde se vendían muebles, telas, cristales y mercancía procedentes de Europa y Oriente. 
La Plaza Mayor era el sitio donde se enteraban de los sucesos que ocurrían en el resto de los territorios. Aquí se levantaban la picota para dar azotes o someter a la vergüenza pública a los infractores, así como la horca para los sentenciados a muerte.

#### La Piratería
Durante el virreinato, las cargas que llegaban o partían de la Nueva España eran atacadas por ingleses, holandeses y franceses, por lo que fue necesario construir fuertes y murallas defensivas en ciudades costeras.

#### El Ayuntamiento de la Ciudad de México propone un gobierno autónomo
Juan Francisco Azcárate, Francisco Primo de Verdad y Ramos , y fray Melchor de Talamantes eran los criollos que gobernaban el ayuntamiento que se encontraba en la Ciudad de México.
Entre sus propuestas, se encontraba desconocer a José Bonaparte y formas un gobierno provisional.

#### La Aprehensión del Virrey José de Iturrigaray
Tras rechazarse, por parte de los españoles, el acuerdo entre el Ayuntamiento de la Ciudad de México y el virrey para desconocer a José Bonaparte; el 15 de septiembre de 1808 Gabriel Yermo destituye al virrey Iturrigaray y envía a prisión a Azcárate, a Primo de Verdad y a Talamantes.

#### Denuncia de la Conspiración de Miguel Hidalgo
Los conspiradores decidieron adelantar la insurrección tras la confesión de un moribundo, en la cual denunciaba la preparación de un levantamiento contra los españoles revelada por el sacerdote Rafael Gil de León ante las autoridades el 13 de septiembre de 1810.

### Sala 2: El Levantamiento de Miguel Hidalgo
La Guerra de Independencia se prolongó once años. Durante este proceso histórico, los grupos sociales y la ideología inicial fueron diferentes al final de la guerra. El movimiento de Miguel Hidalgo y Costilla estuvo caracterizado por cierta improvisación, pues el cura era un hombre ilustrado pero con poca información militar. El levantamiento de Hidalgo iniciado el 16 de septiembre de 1810 en Dolores, Hidalgo duró menos de un año. El cura fue capturado por los realistas en Acatita de Baján y el 30 de julio de 1810 Hidalgo fue fusilado. Aún sin Miguel Hidalgo el movimiento de Independencia continuó.

#### El Grito de Dolores
Tras haber sido descubierta la conspiración, Miguel Hidalgo y Allende decidieron liberar a presos y encarcelar a españoles para iniciar el movimiento de Independencia. Hidalgo se dirigió al atrio de la iglesia para tocar las campanas, y ahí hablar con la multitud y convencerles de iniciar la lucha contra el gobierno virreinal. Alrededor de quinientos individuos formaron el primer ejército insurgente, el cual en menos de dos meses, sumó a ochenta mil.

#### Descubierta la Conspiración, Miguel Hidalgo decide adelantar el movimiento y formar sus huestes
El primer ejército insurgente estuvo conformado por indígenas, rancheros mestizos y presos. Durante el avance del movimiento, se anexaron mestizos, campesinos armados y mulatos que trabajaban en obras y minas.  Allende y Aldama estuvieron al mando de los militares de carrera, siendo la única facción disciplinada del movimiento. Sin embargo, hubo saqueos y pillaje del grupo rebelde, pues eran muchos los rencores y la miseria que había generado la opresión de tres siglos de coloniaje.

#### Asalto a la Alhóndiga de Granaditas

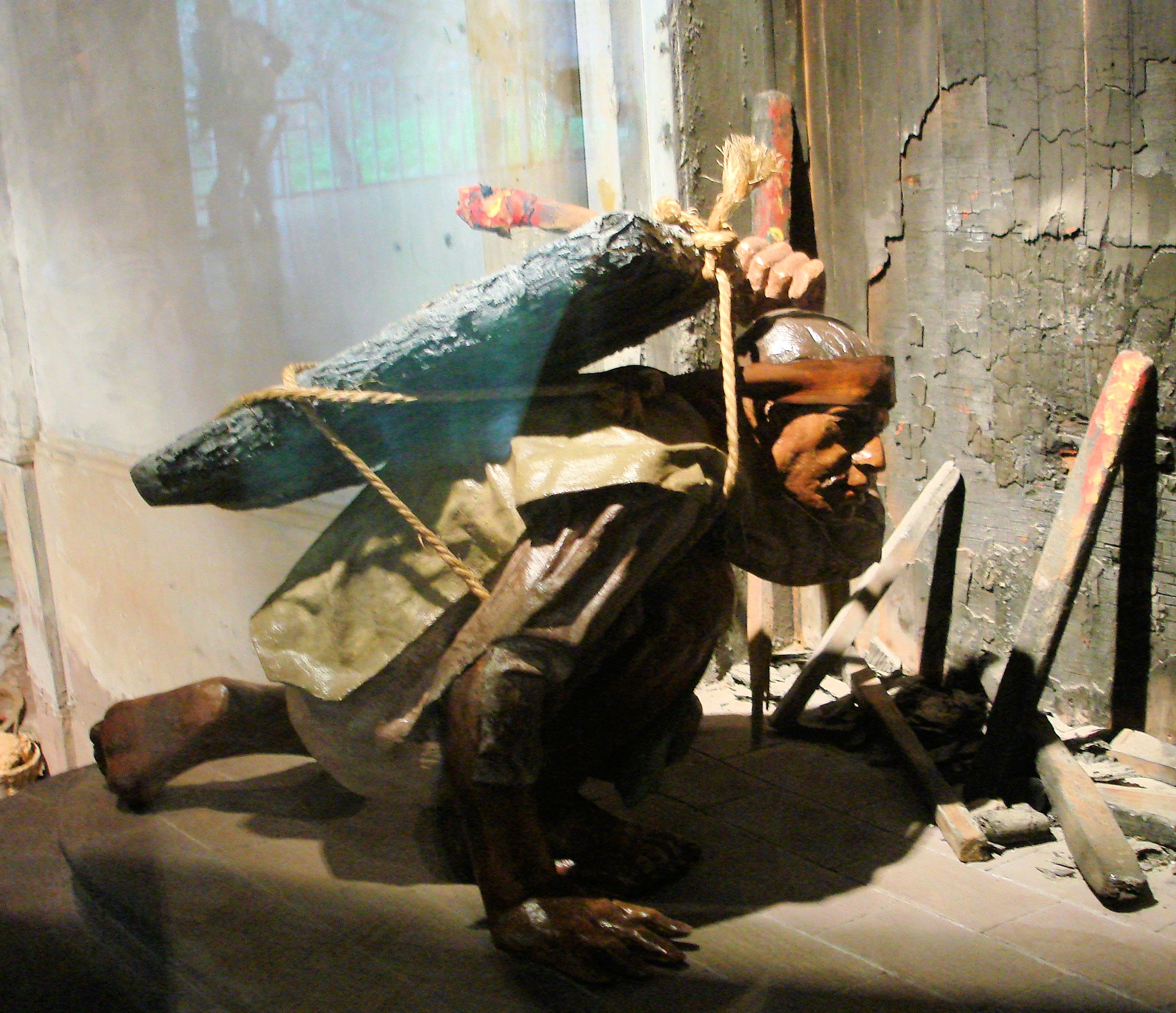
El Pipila en la ciudad de Guanajuato

La primera gran batalla de la guerra de Independencia fue el ataque a Guanajuato.

#### Miguel Hidalgo comisiona a Morelos
En Indaparapeo, Michoacán Miguel Hidalgo le comisionó a José María Morelos y Pavón extender la guerra hacia el sur de México.

#### La Batalla del Monte de las Cruces
Después de tomar Valladolid, hoy Morelia, el ejército insurgente se dirigió hacia la Ciudad de México. Sin embargo, en el Monte de las Cruces los acechó el ejército realista con mejores armas y mayor disciplina. Mariano Abasolo y Mariano Jiménez vencieron a los realistas. Hidalgo, en lugar de seguir a la Ciudad de México, decidió retirarse para evitar bajas en su ejército.

#### Miguel Hidalgo en Guadalajara
En Guadalajara, publicó un decreto en contra de la esclavitud, la anulación del pago de tributos, que fue sustituido por un impuesto de alcabala sobre la tierra.

### Sala 3: La Participación de José María Morelos
Después de la muerte de Miguel Hidalgo, José María Morelos y Pavón dirigió el movimiento. Morelos definió los lugares donde se establecería el gobierno independiente.  En Chilpancingo, Morelos convocó a un Supremo Congreso Nacional Americano.

#### El Sitio de Cuautla
Morelos, junto con el ejército insurgente, resistió durante dos meses el acoso de los realistas en Cuautla, Morelos, donde fueron sitiados y padecieron de sed y hambre. Hermenegildo Galeana reconquistó la fuente para abastecer de líquido vital. El 2 de mayo de 1812 Morelos abandona Cuautla perdiendo algunos cañones y hombres.
El Niño Artillero
Narciso Mendoza es conocido en la historia como “El Niño Artillero” por disparar a Félix María Calleja y al ejército realista con un cañón durante el sitio de Cuautla en 1812.

#### José María Morelos y el Congreso de Chilpancingo
En Chilpancingo, Guerrero, Morelos convocó a un Congreso donde se declaró la Independencia a España.
Morelos pasó a ser el Siervo de la Nación y el Congreso en la autoridad de los insurgentes. El congreso estuvo formada por diputados electos, que fue conocido como Congreso de Anáhuac. En Chilpancingo, se discutieron temas sobre la conformación del nuevo país y los derechos de los mexicanos. En noviembre de 1815 Morelos fue hecho prisionero y en diciembre el Congreso se disolvió.
Nicolás Bravo perdona a soldados realistas
Nicolás Bravo fue nombrado Comandante Militar de la Provincia de Veracruz. Tras ser aprehendido su padre, don Leonardo Bravo, liberó a soldados realistas en El Palmar, Guerrero. Nicolás Bravo fue prisionero de los realistas desde 1817 hasta 1820. Tuvo un papel importante durante las primeras décadas del México independiente.

#### El Juicio de José María Morelos
Vicente Guerrero rechaza el perdón
. Después de la muerte de Morelos, Vicente Guerrero estuvo al mando del movimiento. El ejército realista se acercó al padre de Guerrero para que lo convenciera de desistir pero éste le respondió “La patria es primero”.

#### El desembarco de Francisco Javier Mina
Fray Servando Teresa de Mier era un mexicano precursor del movimiento de Independencia. Al viajar a Europa, conoció a Javier Mina y lo invitó a formar parte del movimiento de Independencia. 

### Sala 4: La Consumación de la Independencia
Al morir José María Morelos, Vicente Guerrero continuó la pelea en el sur del territorio. Para lograr sus objetivos, el clero y comerciantes españoles de Virreinato tuvieron que realizar ciertas juntas secretas, principalmente en la iglesia de la Profesa, en la Ciudad de México, donde fue nombrado Agustín de Iturbide como líder del movimiento de emancipación. Los españoles le pidieron a Iturbide derrotar a Guerrero. Sin embargo lo invitó a su movimiento consumando la Independencia en septiembre de 1821.

#### El Abrazo de Acatempan
Guerrero e Iturbide se reunieron en Acatempan; Guerrero para sellar la alianza por la Independencia. Iturbide portaba una bandera con cruz de Borgoña o de San Andrés, mientras que el ejército de Guerrero una de un águila con un nopal; ambos estándares formaron un solo símbolo: la bandera de las Tres Garantías que constaba la lucha por la religión, la Independencia y la unión. Posteriormente, se llevó a cabo el Plan de Iguala en febrero de 1821, en el cual se declaraba la Independencia y se establece un gobierno de monarquía constitucional. En agosto del mismo año, llegó Juan O´ Donojú a la Nueva España, representante del gobierno español y simpatizaba con las ideas liberales. O´Donojú e Iturbide firmaron “Los Tratados de Córdoba”, en los cuales se aceptara la Independencia de la Nueva España. De igual forma se estipuló que si Fernando VII o sus parientes no aceptaban el gobierno, las Cortes del Imperio Mexicano elegirían al monarca.

#### Entrada del Ejército Trigarante en la Ciudad de México
Juan de O´ Donojú convence a Francisco Novella para que desocupará en 1821 la capital de la Nueva España. El 27 de septiembre de 1821, el Ejército Trigarante hace su entrada triunfal a la Ciudad de México. Iturbide recibe de manos del presidente del Cabildo el bastón de mando.
Se formó la Junta Provisional y la Regencia y estuvieron bajo el control de Iturbide, además, de estar gormadas por miembros de la vieja burocracia. Se promulgó el Acta de Independencia del Imperio Mexicano, y con ésta se puso fin a la guerra.

#### La Coronación de Agustín de Iturbide
Agustín de Iturbide convocó a un Congreso, para decidir la situación política en México. Surgieron tres opiniones: que el trono fuera ocupado por alguien nacido en América, o por un miembro de la casa reinante en España que se trasladará a México, o que México se convirtiera en una República federal. España no reconoce la Independencia de México. Iturbide es proclamado emperador y su coronación fue el 21 de mayo de 1822. Durante su gobierno, muchos jefes insurgentes quedaron excluidos de su gobierno. El Congreso se disolvió y se propuso una monarquía absolutista. Santa Anna se rebeló en contra de Agustín de Iturbide, quien decide abdicar en 1823 y fue fusilado en 1824.

## República e Invasión Estadounidense

### Sala 5: Nace la República Mexicana
Durante los primeros años de México, como nación independiente, tuvo varios tipos de gobierno como: imperio, república federal, república centralista, dictadura y regímenes moderados. El 5 de octubre de 1824, entró en vigor la Carta Magna, en la cual, se estipulaba que México sería una República Federal. Guadalupe Victoria fue el primer presidente de la República Mexicana.

#### La Constitución de 1824
Se forma el Congreso Constituyente de la Nación Mexicana el 7 de noviembre de 1823 en el templo jesuita de san Pedro y san Pablo en la Ciudad de México. Estuvo conformada por federalistas y centralistas, encabezados por Miguel Ramos Arizpe y  fray Servando Teresa de Mier, respectivamente. Ambos proponían la creación de una república federal.
El 5 de octubre de 1824 se proclama la Constitución Federal de los Estados Unidos Mexicanos que contó con 171 artículos, en la cual se estableció que México sería una república representativa, federal y popular; con 2 poderes: legislativo y ejecutivo y la religión oficial sería la católica.

#### Rendición de los Españoles en San Juan de Ulúa
Una de las primeras órdenes de Guadalupe Victoria fue el desalojar a los españoles de San Juan de Ulúa, Veracruz, pues desde ese sitio se obstaculizaba el funcionamiento del puerto principal del México, lo que amenazaba la Independencia del país. En 1825, se bombardeó la ciudad y se inició el cerco militar.
Se bloqueó todo acceso marino para que los españoles no recibieran agua ni alimentos. El 18 de noviembre de 1825, los españoles capitularon y México obtuvo la soberanía sobre su territorio.

#### La Invasión de Isidro Barradas
El 26 de julio de 1829, hubo un intento de reconquista encabezado por Isidro Barradas. El movimiento se apoderó rápidamente, por lo que fue necesario enviar un contingente del ejército, el cual fue encabezado por Santa Anna y por Manuel Mier y Terán. Barradas fue derrotado en el fortín de la Barra. En Pueblo Viejo, Tamaulipas se firmó un acuerdo donde los invasores se comprometían a no tomar las armas contra México.

#### El Banco del Avío
El Banco del Avió se fundó en 1830 por Don Lucas Alamán, este prestaba dinero para fomentar la industria en el país. Junto con Esteban de Antuaño, apoyó a la tecnología durante la Revolución Industrial.

#### Captura y Muerte de Vicente Guerrero
Anastasio Bustamante se levantó contra el gobierno de Guerrero, quien tuvo que renunciar al cargo el 16 de diciembre de 1829. Bustamante ordenó la captura de Guerrero y una vez capturado, fue trasladado a Guerrero para ser condenado por un consejo de guerra y muere fusilado en Cuilapan, Oaxaca.

#### La Batalla del Álamo
Texas y Zacatecas se declararon en rebeldía contra el centralismo de Santa Anna. Texas reclama su Independencia del gobierno mexicano en 1835. Santa Anna se apoderó del fuerte de El Álamo, San Antonio; donde ordenó a fusilar a todos los prisioneros, por ser considerados extranjeros con armas en el país.

### Sala 6: La Invasión Estadounidense

#### El General Antonio López de Santa Anna En La Feria de San Agustín de las Cuevas
Santa Anna tenía ciertas características como: encargar su gobierno al vicepresidente, pasión por los juegos de azar y por la crianza de gallos que apostaba en las peleas. Los apostaba en lugares considerados de recreo y descanso como San Ángel y Tacubaya, donde se jugaba baraja, a los dados y los albures; se celebraban comidas campestres y bailes con músicos interpretando sones, jarabes y canciones románticas.

#### La Batalla de la Angostura
Los norteamericanos querían apoderarse de México y comenzaron por Monterrey y continuaron hacia Coahuila. Sin embargo, el 22 y 23 de febrero de 1847 se encontraron una resistencia entre una serie de colinas conocido como La Angostura. Los invasores habían usado a Santa Anna para que el gobierno mexicano aceptará venderles la Alta California y Nuevo México, pero el Congreso nunca lo aceptó. Al no ser aceptada su oferta, Estados Unidos decidió invadir a México para poder adueñarse de California, Nuevo México y Texas. Sin embargo, fueron derrotados, y tras lo sucedido, decidieron una segunda campaña de invasión, en la cual triunfaron y junto con el gobierno mexicano firmaron el Tratado de Guadalupe Hidalgo, en el cual México reconocía el Río Bravo como la frontera norte. Estados Unidos se adueñó de California, Nuevo México y Texas a cambio de quince millones de pesos.

#### La Batalla de Churubusco
Los estadounidenses pierden su primera batalla en el Pedregal de Padierna y avanzaron hacia el pueblo de Churubusco. El 20 de agosto de 1847 las tropas estadounidenses al mando de David E. Twiggs, vencieron a los mexicanos comandados por Pedro María Anaya. Los nacionales tuvieron que rendirse debido al agotamiento de sus municiones.

#### El Asalto al Castillo de Chapultepec

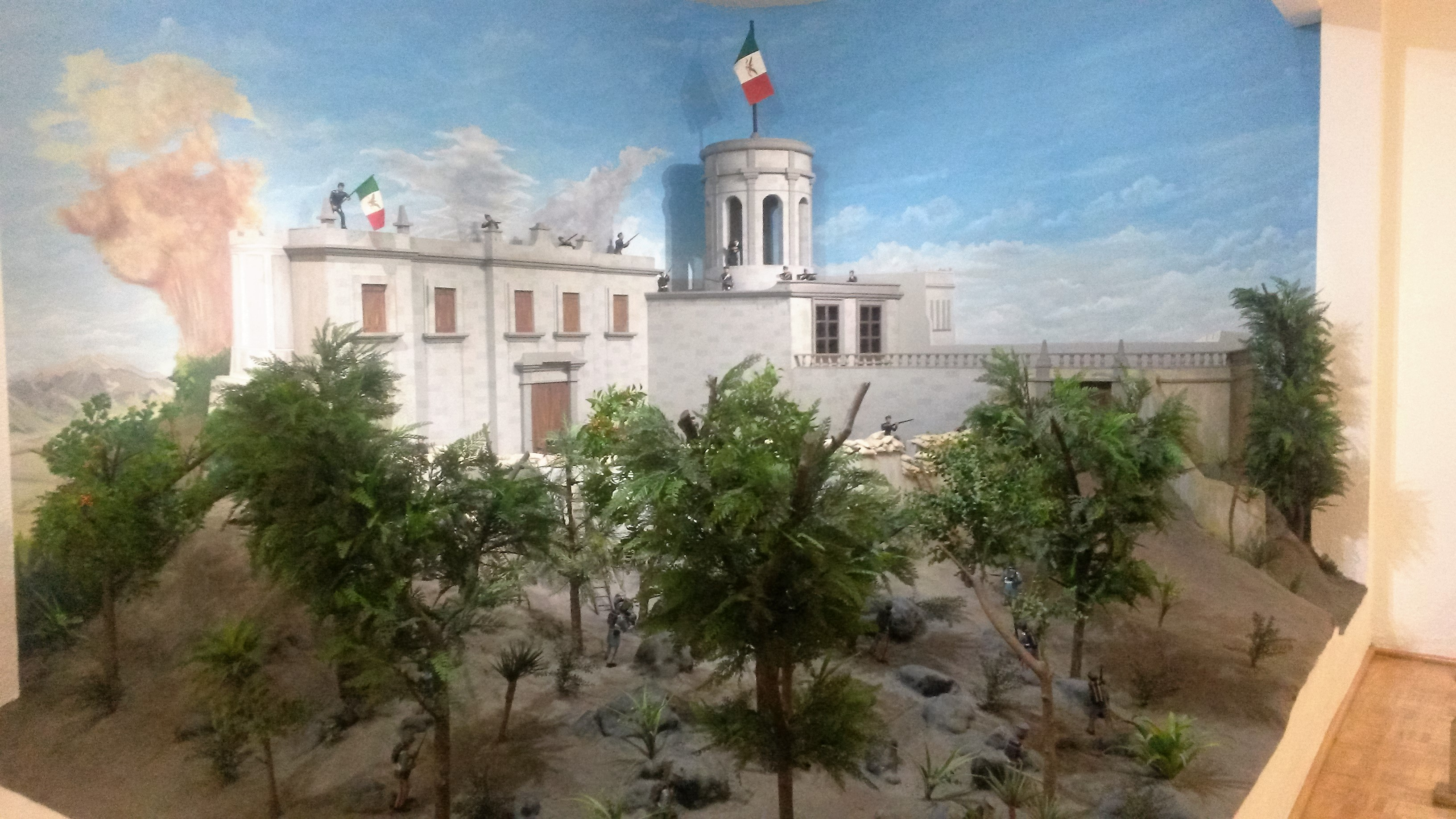
Diorama de la defensa de una nación y su bandera

Tras tomar Churubusco, los estadounidenses acamparon en el pueblo de San Ángel y Tacubaya. El 13 de septiembre de 1847 hubo una embestida contra el Colegio Militar en el Castillo de Chapultepec. Los cadetes del Colegio Militar, junto con Nicolás Bravo sufrieron un bombardeo hasta que sucumbieron.

## Reforma y República Restaurada

### Sala 7: La Guerra de Reforma
Durante el siglo XIX, existieron dos grupos políticos en México: los liberales y los conservadores. Los liberales estaban a favor de una república federal moderna, mientras que los conservadores, continuar con las tradiciones españolas.

#### Benito Juárez y José María Mata En Nuevo Orleans
Benito Juárez, quien en aquel entonces era directo del Instituto Científico y Literario de Oaxaca, se encontraba en contra del gobierno de Santa Anna. Benito Juárez, tras ser prisionero en Jalapa y encarcelado en el castillo de San Juan, viajó a la ciudad de Nueva Orleans, donde inició una amistad con liberales como José María Mata, Melchor Ocampo, José Guadalupe Montenegro y Ponciano Arriaga, y organizaron una revolución.
	Juárez y Mata retornaron a México en cuanto supieron de la revolución de Ayutla, encabezada por Juan Álvarez e Ignacio Comonfort. 
Valentín Gómez Farías fue el primero en firmar la Constitución de 1857, celebrada el 5 de febrero de dicho año. La Constitución refleja la esencia de las ideologías liberales.

#### Los Valientes No Asesinan
Benito Juárez es nombrado presidente de la República en 1857. Guillermo Prieto con un discurso improvisado, salvó a Benito Juárez de ser fusilado en Guadalajara.
Las palabras de Prieto fueron; “¡Bajen esas armas: los valiente no asesinan!”.

#### El Asesinato de Melchor Ocampo
Leonardo Márquez ordena el fusilamiento del liberal Melchor Ocampo en Tepeji del Río, Hidalgo.

#### La Batalla de Calpulalpan
Juárez cruzó por Panamá para llegar a Veracruz, donde instaló su gobierno y expidió las Leyes de Reforma, en las cuales se señalaba la separación entre la Iglesia y el Estado, el matrimonio y el registro civil, la traslación de la administración de los panteones y cementerios a la administración del Estado y la transformación de los bienes de la Iglesia en patrimonio de la nación.1
El 22 de diciembre de 1860, Miguel Miramón es vencido por el ejército de Jesús González Ortega en San Miguel Calpulalpan, tras intentar de tomar varias veces la ciudad de Veracruz. El conservador Miramón tuvo que huir de la capital, refugiándose en La Habana. En 1860, Juárez y las fuerzas liberales entran triunfantes a la ciudad.

#### La Batalla de 5 de Mayo
El ejército comandado por el general Ignacio Zaragoza, vence a las tropas francesas en la ciudad de Puebla el 5 de mayo de 1862.

### Sala 8: La Intervención Francesa (1862-1867)
Benito Juárez se convierte en presidente de México en 1858. Sus principales objetivos fueron las finanzas públicas y el pago de la deuda externa, porque Francia, España e Inglaterra presionaban a México. Juárez no logró tener un acuerdo con Francia, por lo que el 5 de mayo de 1862 tomaron la ciudad de Puebla. Los conservadores, tras perder en la Guerra de Reforma, buscaron ayuda en Europa, consiguiendo ayuda militar por parte de Napoleón III. Le ofrecieron el trono de México a Maximiliano de Habsburgo, quien llega junto con su esposa Carlota en 1864.

#### Ofrecimiento del Trono de México
Algunos pensaban que la solución para México sería una monarquía. El 3 de octubre de 1863, los conservadores tuvieron una entrevista en el palacio de Miramar, donde le ofrecieron el trono a Maximiliano de Austria.

#### Entrada de Maximiliano y Carlota en la Ciudad de México
Una condesa escribió en el puerto de Veracruz: “El nuevo soberano de México estaba frente a su propio imperio, en poco tiempo debía pisar el suelo, pero sus súbditos se habían escondido. Nadie lo recibía”. 
Sin embargo, Maximiliano, junto con su esposa Carlota, fueron recibidos con gran júbilo por parte de los mexicanos en junio de 1864.

#### Un Campamento Chinaco
El término chinaco se usaba de manera despectiva. Sin embargo, los liberales lo convirtieron en una palabra usada para definir el honor y símbolo de causa nacionalista.
Los chinacos eran rancheros. Uno de los mejores chinacos fue Nicolás Romero, quien nunca se preguntaba el número de sus enemigos, sino dónde estaban.

#### La Batalla de Miahuatlán
Porfirio Díaz venció el 3 de octubre de 1866 al imperialista Oronoz y el coronel Testard en Miahuatlán, Oaxaca. En esta batalla participaron más de cinco mil combatientes. Porfirio Díaz participó de manera excepcional, pues, cuando se acababan las municiones, él encabezó una carga general logrando la victoria.
Los primeros en ser fusilados en Uruapan el 14 de octubre de 1865 por empuñar un arma fueron José María Arteaga y Carlos Salazar
. Esa ley fue publicada por Maximiliano el 3 de octubre de 1865.

#### La Batalla del 2 de abril de 1867
El 2 de abril de 1867, el general Porfirio Díaz logró caer la plaza de Puebla, que significó haber recuperado un espacio arrebatado. Leonardo Márquez, conocido como “El Tigre de Tacubaya”, fue el general conservador que se había atrincherado de Puebla.

#### El Fusilamiento de Maximiliano
Las fuerzas mexicanas leales a Maximiliano, desearon refugiarse en Querétaro en 1867. Las tropas francesas sitiaron la ciudad y el 15 de mayo, tras que Maximiliano intentara fugarse, fue aprehendido en el Cerro de las Campanas, junto con Miguel Miramón y Tomás Mejía. Con estas capturas se dio fin la Guerra de Intervención y el gobierno monárquico. Maximiliano, junto con Miramón y Mejía fueron fusilados el 19 de junio de 1867.

### Sala 9: La República Restaurada y el Porfiriato
Las etapas de la República Restaurada y del Porfiriato tuvieron gobiernos duraderos, gran crecimiento económico, construcción de ferrocarriles, haciendas y medios de comunicación, extracción de petróleo y desarrollo de la actividad minera e industrial. El Poder Ejecutivo dominaba sobre el Legislativo y el Judicial.
Durante la República Restaurada, gobernó Benito Juárez y Sebastián Lerdo de Tejada.  Lerdo intentó la reelección, sin embargo, Porfirio Díaz se levantó contra el intento con el Plan de Tuxtepec. Díaz duró en el poder treinta años en un régimen dictatorial llamado el Porfiriato.

#### La Escuela Nacional Preparatoria
Fue inaugurada el 1 de febrero de 1868. La sede fue el edificio que ocupó el Colegio de San Idelfonso. Gabino Barreda fue el primer director y organizó el plan de estudios basado en la filosofía positivista de Comte.

#### Benito Juárez, Niño
Benito Pablo Juárez García era originario de San Pablo Guelatao, Oaxaca.  Cuando era niño trabajó de pastoreo, agricultura y recolector de cochinilla. Se tituló como abogado en el Instituto de Ciencias y Artes. Defendió a comunidades indígenas. Se casó con Margarita Maza. Fue diputado y gobernador de Oaxaca.
Juárez tenía un carácter civil, fue un hombre de leyes y no de armas. Su visión liberal abrió a México a la modernidad.

#### Benito Juárez en su Despacho Presidencial
El 25 de diciembre de 1867, Benito Juárez volvió a ser presidente. Las oficinas de Juárez se encontraban en el Palacio Nacional. Reglamentó el juicio de amparo, los Códigos Civil y de Procedimientos Penales, y la Ley Orgánica de Instrucción Pública, con la que se formó la Escuela Nacional Preparatoria. El 16 de septiembre de 1869, se inauguró el ferrocarril México-Veracruz. Fue reelecto para 1871-1875, sin embargo, Díaz se levantó contra la reelección en su Plan de la Noria. Díaz fue derrotado en Icamole, por lo que se refugió en Estados Unidos. Benito Juárez murió el 18 de julio de 1872.

#### El Puente de Metlac
Durante los gobiernos posteriores a la Guerra de Reforma, se construyeron nuevas vías de comunicación como los ferrocarriles que facilitó el transporte de personas y de mercancías. El primero en concluirse fue el que comunicó a la Ciudad de México a Veracruz, fue inaugurado el 1 de enero de 1873. Unas de las obras más importantes fueron el puente De la Soledad, y el puente de Metrac con 28 metros de altura.

#### La Hacienda en el Porfiriato
La Hacienda nació durante la época colonial, donde se criaba ganado y productos agrícolas. Durante el Porfiriato, a costa de explotación de los peones, la Hacienda logra su auge. 
Se elevó la producción de bienes debido a la Ley de Desamortización, a la creación de los ferrocarriles y al crecimiento económico de México.
Las principales Haciendas fueron: las pulqueras en Hidalgo, las azucareras en Morelos, las henequeneras en Yucatán y las algodoneras en Coahuila.

#### La Rebelión de Tomochic
Las frases célebres durante el Porfiriato fueron “orden y progreso”.  Para evitar movimientos que alteraran la paz porfiriano se usaron métodos represivos, como la rebelión de Tomochic, Chihuahua, donde los indios se rebelaron tras los abusos que sufrían. En 1892, los soldados sitiaron Tomochic y vencieron a los indígenas. Estos excesos fueron publicados por el militar Heriberto Frías en el periodo liberal El Demócrata.

## El Porfiriato

### Sala 10: El Ocaso de Porfiriato
Porfirio Díaz usaba la violencia para mantener la paz. Porfirio Díaz modernizó la industria y el transporte. Entre los cuales destacaron: apoyo a la agricultura, los ferrocarriles y el telégrafo. 
Durante el Porfiriato, surgió la Huelga de Cananea en Sonora por motivo de conflictos en el orden laboral. El Porfiriato fue una época de modernización, pero no en lo político y social

#### La Prensa en el Porfiriato
El periódico “El Imparcial” publicaba los logros y escondía las injusticias del gobierno de Díaz, por lo que contaba con el total apoyo del gobierno. “El Diario del Hogar”, “El Monitor Republicano” y “El Hijo de Ahuizote” criticaban el gobierno de Díaz, como la reelección y el control, por lo que sus redactores fueron encarcelados.

## Revolución

### Sala 11: La Revolución Mexicana
Fue un movimiento social a favor de la democracia y de reclamos sociales. El levantamiento contra Díaz comenzó el 20 de noviembre de 1910, con el plan de San Luis Potosí escrito por Madero.

### Sala 12: La Constitución de 1917 y el México Actual
A lo largo del siglo XX, el pacto social y de convivencia de todos los mexicanos ha estado inscrito en la Constitución de 1917. En 1900, un alto porcentaje de la población vivía en el campo, su economía era de autoconsumo y mentalidad tradicionalista. Actualmente, la mayoría de los mexicanos vive en las ciudades, tiene fácil acceso a la educación y está al tanto de los acontecimientos mundiales.